# Hestieu del Pont
Hestieu, en llatí Hestiaeus, en grec antic Έστιαἷος, fou un filòsof grec nascut al Pont, que és esmentat únicament per Ateneu de Naucratis. Pertanyia al grup dels filòsofs estoics.